# Partia Narodowego Odrodzenia (Portugalia)

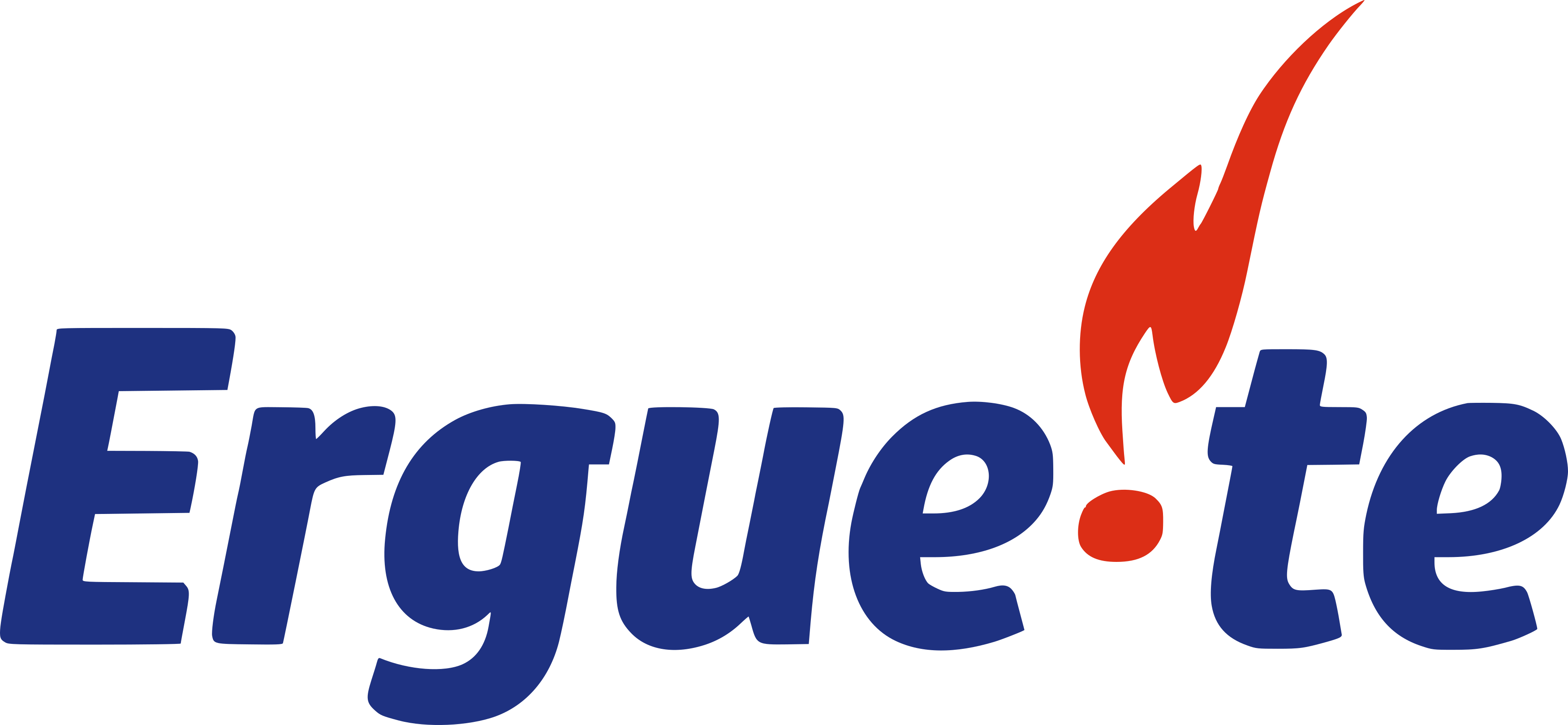
Logo partii

Partia Narodowego Odrodzenia (port. Partido Nacional Renovador, PNR) – portugalska partia nacjonalistyczna, pozbawiona reprezentacji parlamentarnej. PNR, jak i inni nacjonaliści za podstawę prowadzenia polityki uznaje interes narodu.
Program PNR:
- Opowiada się za wprowadzeniem kary śmierci (za morderstwa, pedofilię, gwałty, handel narkotykami, udział w przestępczości zorganizowanej).
- Postuluje wyjście Portugalii ze struktur Unii Europejskiej i NATO, sprzeciwia się globalizacji, krytykuje posunięcia polityczne USA np. wojnę z Irakiem.
- Dąży do rozbudzenia nacjonalizmu wśród Portugalczyków.
- PNR jest przeciwna aborcji, eutanazji, jak i homoseksualizmowi.

Młodzieżówką partii jest Juventude Nacionalista (Nacjonalistyczna Młodzież).
W wyborach do PE w 2009 partia zdobyła 0,37% głosów, w parlamentarnych w 2011 0,31%.